# Fédération islandaise d'athlétisme
La Fédération islandaise d'athlétisme (en islandais Frjálsíþróttasamband Íslands, abrégée en FRÍ) est la fédération d'athlétisme de l'Islande, membre de l'Association européenne d'athlétisme et de l'IAAF. Fondée en 1947, son siège est à Reykjavik.